# Wallace County
Wallace County is een county in de Amerikaanse staat Kansas.
De county heeft een landoppervlakte van 2.367 km² en telt 1.749 inwoners (volkstelling 2000). De hoofdplaats is Sharon Springs. De county is genoemd naar William Hervey Lamme Wallace, generaal tijdens de Amerikaanse Burgeroorlog.

## Bevolkingsontwikkeling

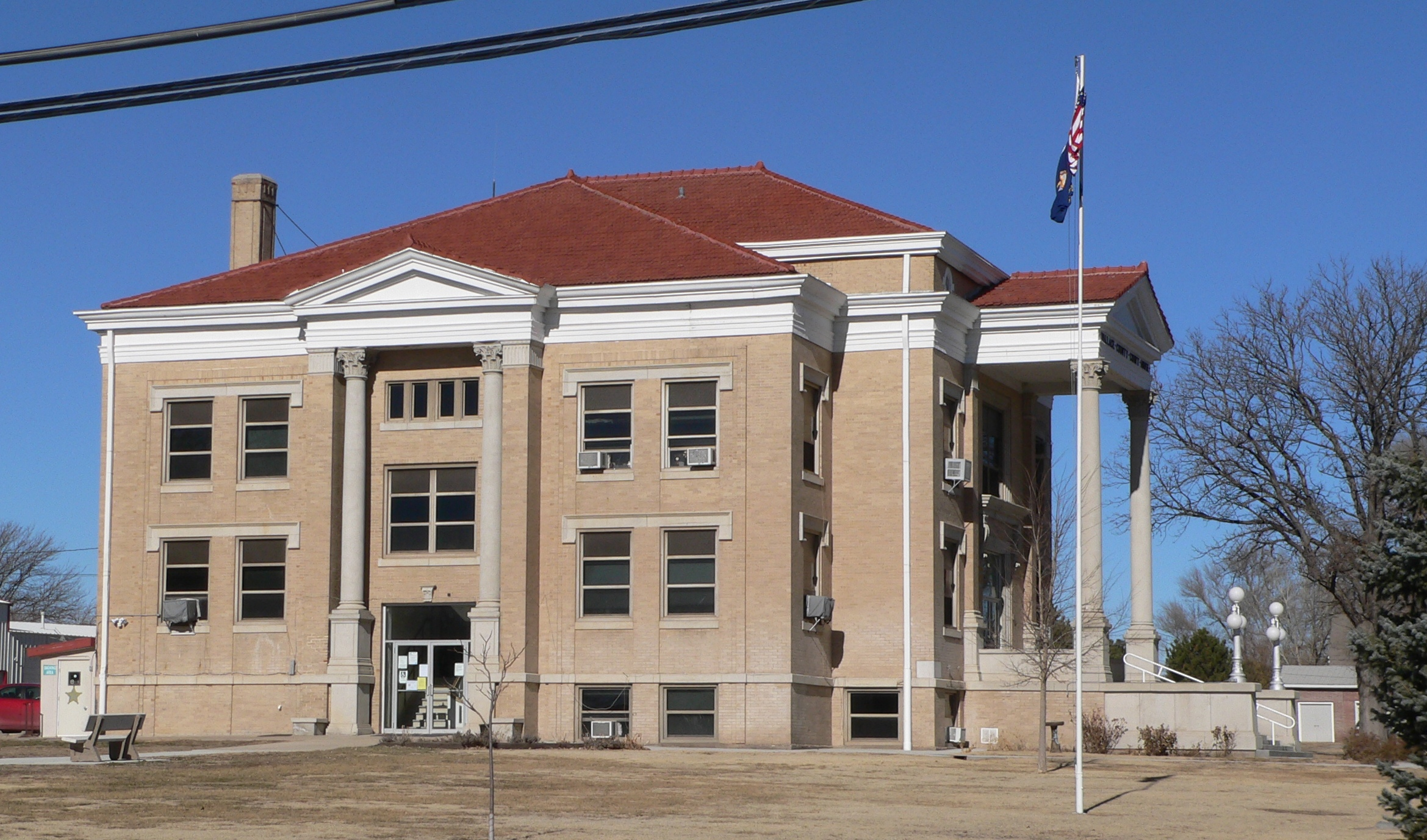
Wallace County Courthouse